# النا پیترینی
النا پیترینی (ایتالیایی: Elena Pietrini؛ زادهٔ ۱۷ مارس ۲۰۰۰) بازیکن والیبال زن اهل ایتالیا است.